# مطار كلوج نابوكا الدولي
مطار أفرام ايانكو كلوج الدولي في مدينة كلوج-نابوكا الرومانية (بالرومانية:Aeroportul Internațional Avram Iancu Cluj). كان يعرف باسم «مطار سوميشيني» سابقا (Someşeni Airport). يقع على بعد 9كم شرقي المدينة في منطقة سوميشيني والتي هي الآن إحدى ضواحي المدينة. رابع أكبر مطارات البلاد ويعتبر أهم مطار في منطقة ترانسيلفانيا. أسس عام 1932 وقد استعمل كمطار عسكري واضيف الاستعمال المدني للمطار بعد بناء المبنى الرئيسي للركاب. وقد بدأ بتسيير رحلات دولية منذ عام 1933.

## تاريخيا
أنشئ المطار في 1 أبريل عام 1932 من قبل وزارة الصناعة والتجارة الرومانية واستعمل كمطار تجاري ومدني ولاحقا سير رحلات عسكرية من قبل وزارة الحرب الرومانية (وزارة الدفاع). عام 1933 أعلن تحويله إلى مطار دولي من قبل الحكومة، حيث أول رحلة دولية كانت رحلة تابعة لالخطوط الجوية التشيكية بمسار (براغ - كلوج-نابوكا - بوخارست) في 11 سبتمبر من العم نفسه.
خلال فترة الحرب العالمية الثانية استعمل كمطار عسكري كمكز جوي هام في منطقة ترانسيلفانيا، عام 1940 ضمت المنطقة بما فيها مدينة كلوج لهنغاريا كناتج عن الحرب العالمية الثانية واستعمل المطار لسلاح الجوي المجري والقوات اللألمانية حتى عام 1944 حين استرجعت المنطقة لرومانيا بعد خسارة المجر وألمانيا النازية الحرب لكن مخلفة بذلك دمار المطار.
بعد الحرب اعيد تأهيل المطار، واتخذت شركة تاروم المطار كمركز ثانوي لعملياتها لكن برحلات محلية فقط، حتى عام 1996 حيث اعيد افتتاحه كمطار دولي. وفي عام 2001 اعيد تأهيل المطار بالكامل وتلاه بأعوام اقامة مدرجات جديدة للطائرات.

## إحصائيات
عام 2007و 2008 لوحظ التطور الكبير في عدد المسافرين عبر المطار، حيث سجل 60% و 90% زيادة في العامين في الحركة الجوية، وتخطى عدد المسافرين 750,000 مسافر عام 2008
| العام |           |           |
| العام | المسافرين | التغيير % |
| ----- | --------- | --------- |
| 2010  |           | %         |
| 2009  | 834,400   | 11%       |
| 2008  | 752,181   | 93%       |
| 2007  | 390,521   | 60%       |
| 2006  | 244,366   | 21%       |
| 2005  | 202,556   | 25%       |

## شركات الطيران والرحلات
- إير بوخارست: رحلات موسمية إلى أنطاليا
- كارباتإير: إلى تيميشوارا
- لوفتهانزا: إلى ميونخ
- ميليف الخطوط الهنغارية: إلى بودابست
- تاروم: إلى بوخارست، فرانكفورت، مدريد، فيينا، موسميا إلى كونستانتسا
- ويزإير: لندن، باريس، روما، برشلونة، لارنكا، تل أبيب وغيرها

## المواصلات العامة
المطار مربوط بشبكة المواصلات العامة في مدينة كلوج من خلال باص رقم 5 وباص رقم 8.

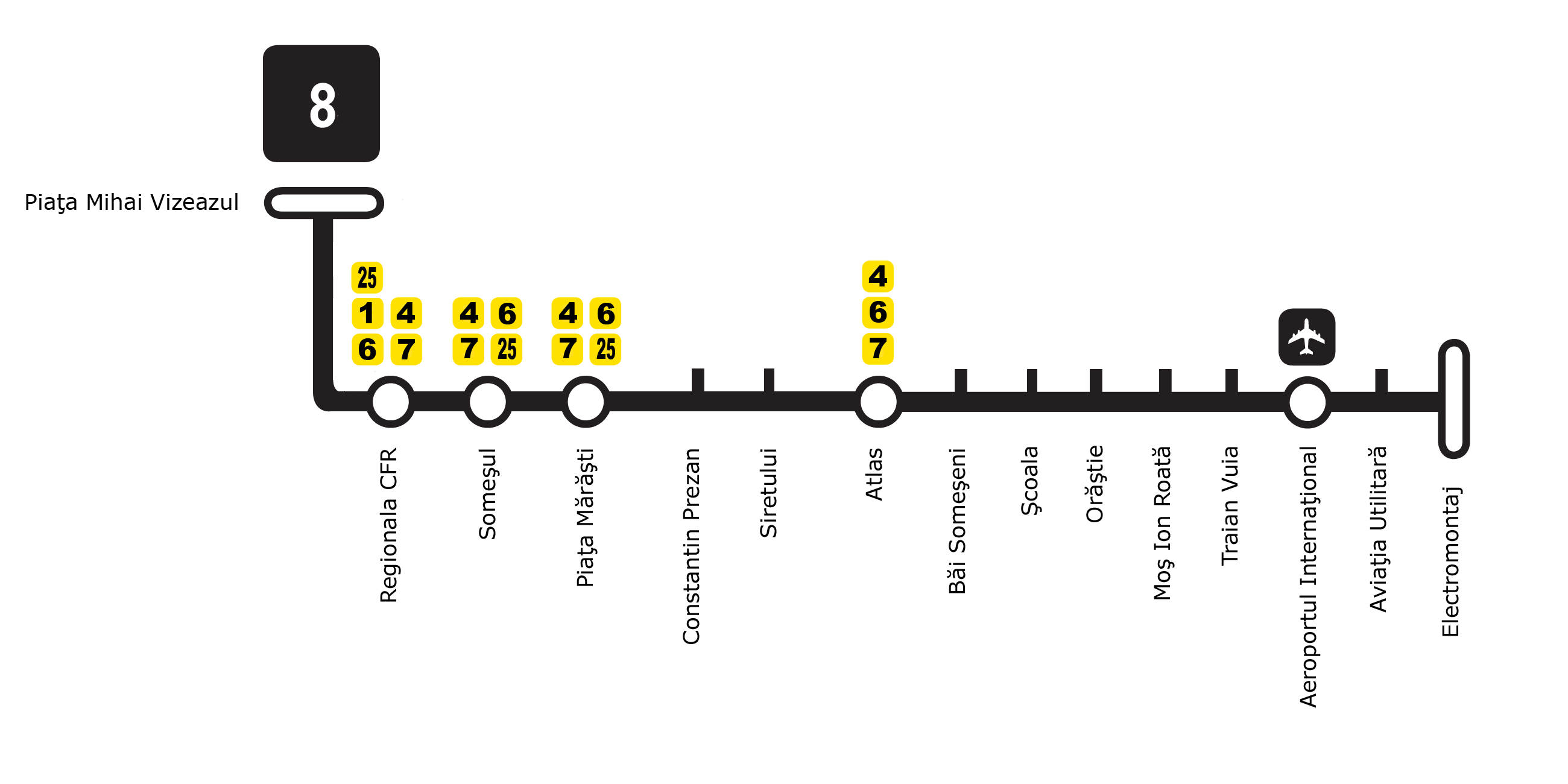
خارطة و أسماء محطات باص رقم 8 (الاسماء باللغة الرومانية).

## وصلات خارجية
- الموقع الرسمي